# Mieczysław Łomowski
Mieczysław Łomowski (ur. 19 września 1914 w Wilnie, zm. 15 października 1969) – polski lekkoatleta, miotacz.

## Życiorys
Przed wojną zawodnik wileńskich klubów: KPW Ognisko, WKS Śmigły i AZS. Po 1944 startował w klubach Gdańska: BOP, Lechii, Budowlanych, Gwardii i Wybrzeżu. Podczas igrzysk olimpijskich w Londynie (1948) zajął 4. miejsce w pchnięciu kulą (15.43). Uległ tylko Amerykanom i był najlepszym z Europejczyków. 
3-krotnie zdobywał tytuł mistrza Polski w pchnięciu kulą (1947-1949) i 5-krotnie w rzucie dyskiem (1947-1949, 1951, 1953). 2 razy ustanawiał rekordy Polski: kula - 16,15 (1952) i dysk - 47,46 (1948). W wieku 41 lat pobił swoje rekordy życiowe: 16,25 w pchnięciu kulą i 48,77 w rzucie dyskiem.
Na początku 1952 otrzymał tytuł mistrza sportu.
Po zakończeniu kariery zawodniczej został trenerem. Był wychowawcą i doradcą wielu czołowych zawodników (m.in. E. Rusin-Ciarkowskiej i W. Komara) oraz działaczem Komisji Szkoleniowej i Dyscyplinarnej Gdańskiego OZLA.

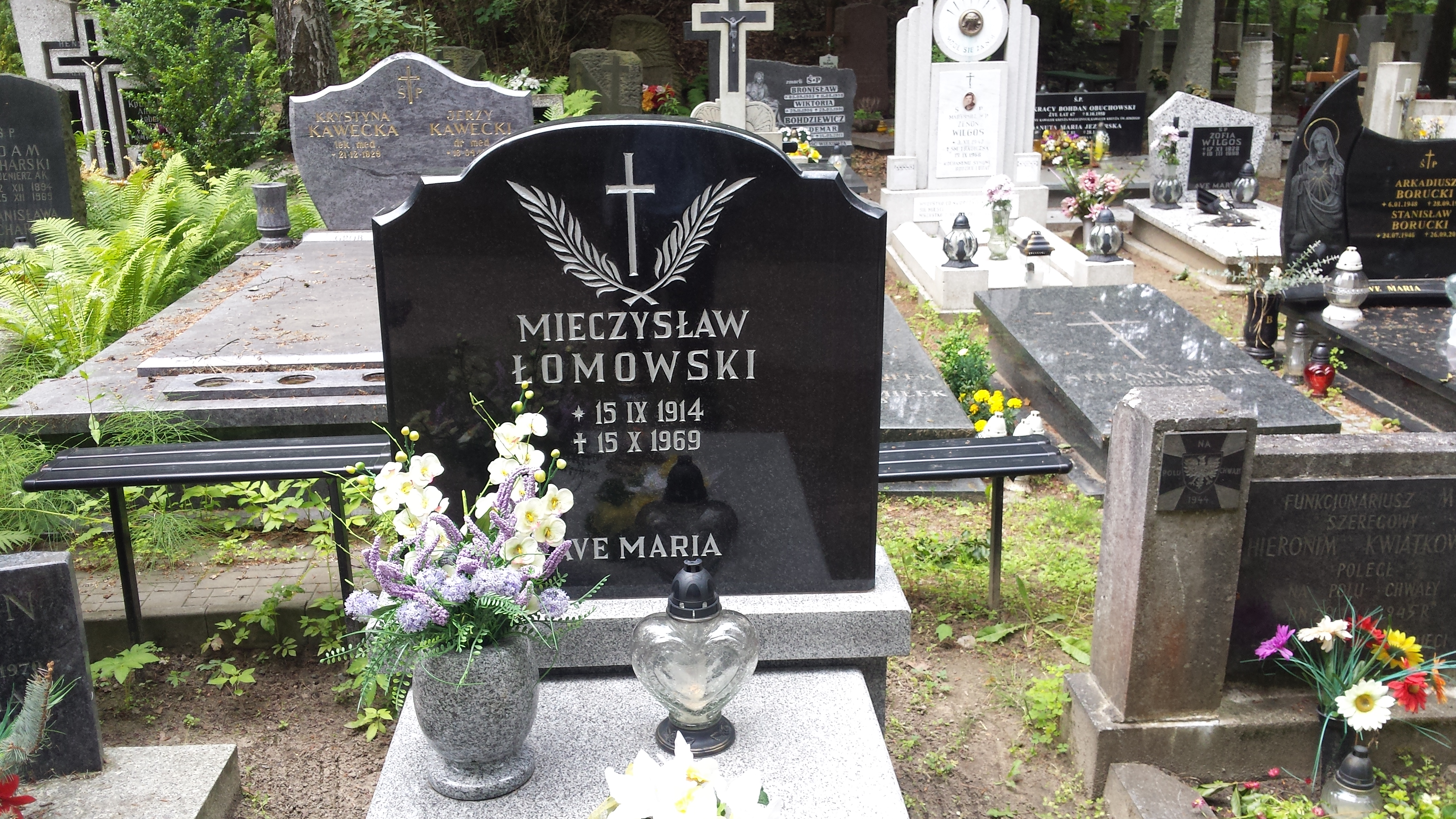
Grób Mieczysława Łomowskiego na Cmentarzu Srebrzysko

Zginął w wypadku samochodowym niedaleko Gniewa. Został pochowany na Cmentarzu Centralnym Srebrzysko w Gdańsku (rejon IX, kwatera I-4-8).